# 流沙北街道
流沙北街道，是中华人民共和国广东省揭阳市普宁市下辖的一个乡镇级行政单位。

## 行政区划
流沙北街道下辖以下地区：
广达社区、德政社区、纺织社区、兰花社区、西园社区、侨光社区、白沙陇村、南园村、西陇村、新寨村、大扬美村和小扬美村。